# Stranga Heredaĵo

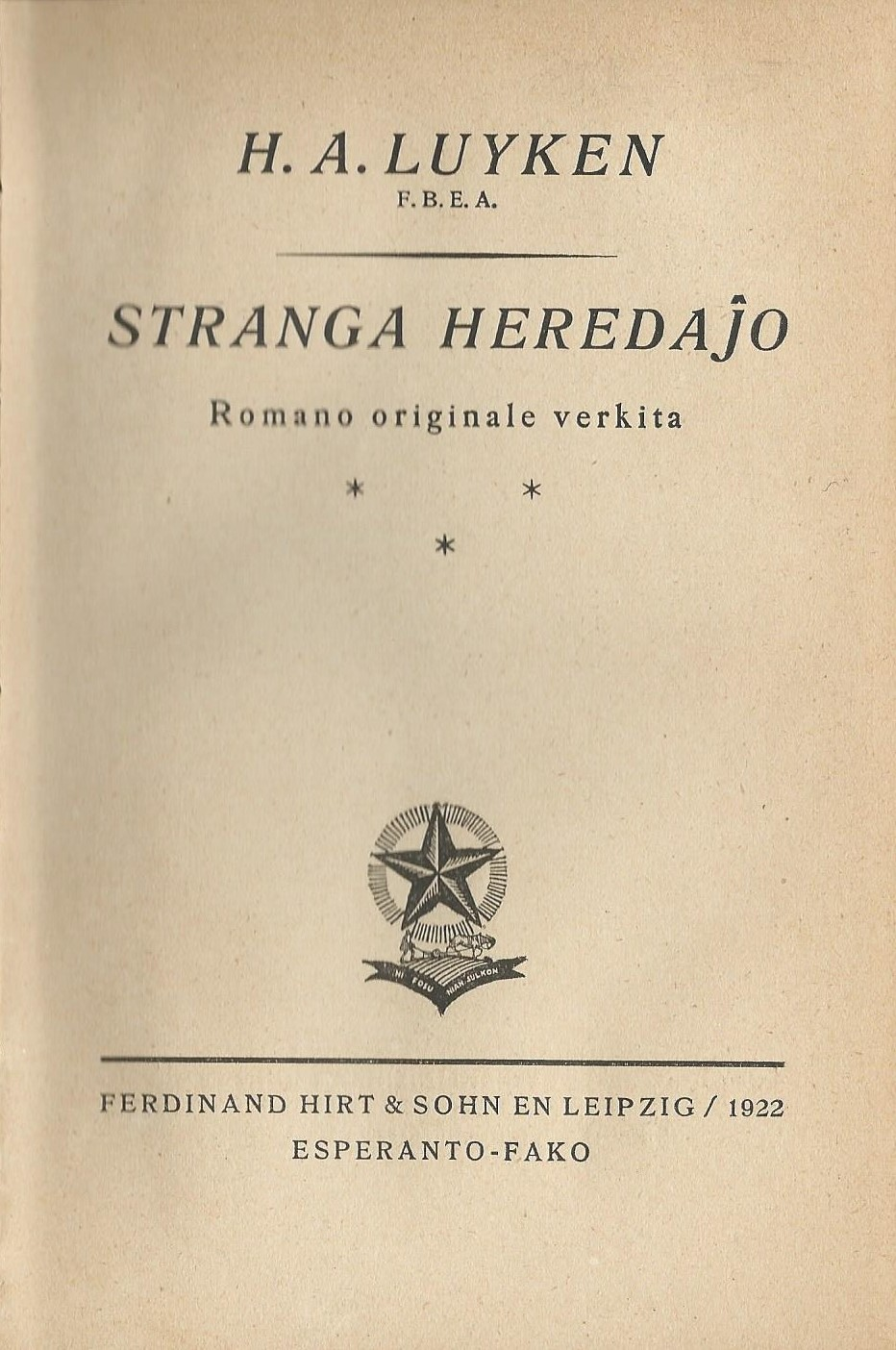
Titelbild der Erstausgabe

Stranga Heredaĵo (wörtliche Übersetzung Eigenartiges Erbe) ist ein original auf Esperanto verfasster Roman von Heinrich August Luyken, mit vielen Anspielungen auf Esperanto. Selbst der Hauptheld ist Esperantist, der detektivische Fähigkeiten entwickelt. Gleichzeitig geht es aber um eine Liebesgeschichte, um Abenteuer und das Kennenlernen fremder Länder. Erschienen ist das Werk im Jahre 1922 im Verlag Ferdinand Hirt & Sohn in Leipzig.

## Handlung
Der junge Esperantist Leonard Marston arbeitet in einer Fabrik, die dem Witwer Hugo Vincent und seiner Halbschwester Delphine Haverford gehört, die sich mit Spiritismus beschäftigt. Herr Vincent hat zwei Kinder, einen Jungen Malcolm und eine Stieftochter Lorna. Als Leonards Vater im Sterben liegt, gesteht er, dass die bereits verstorbene Frau Vincent seine erste Liebe war und dass er ihr geschworen hat, ihre Kinder heimlich vor den Gefahren des Lebens zu schützen. Doch da es nun mit ihm zu Ende geht, verlangt er von seinem Sohn einen Eid, dass er diese Aufgabe übernehmen werde.
Delphine Haverford liebte Robert Travers, doch nach seinem Besuch bei Hugo Vincent reist er nach Afrika. Delphine war überzeugt, dass Hugo sie vor ihrem Verlobten angeschwärzt hatte. Manchmal sah sie Roberts Geist am See und nach ein paar Tagen erfuhr sie, dass Robert von Berbern getötet worden war.
Zehn Jahre sind vergangen. Es stellte sich heraus, dass Delphine Rache an ihrem Halbbruder nahm, indem sie dessen Kindern hinterhältig schadete. Sie gab dem Jungen Medikamente, die ihn an den Rand des Wahnsinns brachten. Und sie lockte das Mädchen in das Haus spiritistischer Fanatiker.
Leonard sah manchmal einen Fremden, der sich David Hill nannte, aber Leonard erkannte ihn als den „toten“ Robert Travers. Er folgt ihm nach Mexiko, wo sie sich während eines abenteuerlichen Ereignisses treffen – sie retten ein menschliches Opfer, das auf einem Altar alter aztekischer Götter geopfert werden soll. Herr Travers gestand, dass sein Freund Hill getötet worden ist und dass er seinen Namen angenommen und seinen eigenen Tod vorgetäuscht habe. Für Delphine übergab er Leonard einen Brief. Als Delphine merkte, dass ihr Geliebter noch am Leben war, schämte sie sich, dass sie sich an den Kindern gerächt hatte. Leonard rettete das Mädchen Lorna aus dem Haus der Spiritisten, doch das Mädchen wird krank und stirbt.
Der Erste Weltkrieg bricht aus, in dessen Verlauf Leonard als Sanitäter arbeitet und darüber nachdenkt, ob der Esperantismus oder andere pazifistische Bewegungen wirklich Frieden garantieren können.